# اعتلال مفصلي
الاعتلال المفصلي (بالإنجليزية: Arthropathy)‏ هو أي مرض في المفاصل يؤثر على وظيفتها، ويُمكن أن يكون انحلالي، أو التهابي، أو عصبي.

## الطبيعة المرضية
التهاب المفاصل من الحالات المرضية الأكثر شيوعاً لأمراض المفاصل، والذي ينشأ من التهاب واحد أو أكثر من المفاصل. بينما يُستخدم مصطلح الاعتلال المفصلي لكل أمراض المفاصل إن كان التهاب أم لا.
الالتهاب الفقاري المفصلي اللاصق هو شكل من أشكال الاعتلال المفصلي في العمود الفقري. كما يُستخدم مصطلح الاعتلال المفصلي لوصف الصدمات الفيزيائية التي تتعرض لها المفاصل. لكنها بالعادة تُستخدم لوصف حالات أخرى، مثل:
- التهاب المفاصل الارتكاسي التي تتسبب فيها عدوى غير مباشرة، تُصيب الغشاء الزلالي.